# Бризбейн Интернешънъл 2012
Бризбейн Интернешънъл 2012 е 4-тото издание на Бризбейн Интернешънъл. Турнирът е част от категория „Висши“ на WTA Тур 2012 и ATP Световен Тур 2012. Провежда се в Бризбейн, Австралия от 1 до 8 януари.

## Сингъл мъже
Анди Мъри победи  Александър Долгополов, 6–1, 6–3

## Сингъл жени
Кая Канепи победи  Даниела Хантухова, 6–2, 6–1

## Двойки мъже
Макс Мирни /  Даниел Нестор победиха  Юрген Мелцер /  Филип Пецшнер, 6–1, 6–2

## Двойки жени
Нурия Лягостера Вивес /  Аранча Пара Сантонха победиха  Ракел Копс-Джоунс /  Абигейл Спиърс,
7–6(7–2), 7–6(7–2)